# Мери Джейн Уотсън
Мери Джейн Уотсън е измислен персонаж, който се появява в американските комикси публикувани от „Марвел Комикс“, свързани със супергероя Спайдърмен. Тя е негов дългогодишен любовен интерес, а по-късно – негова съпруга и един от най-важните хора в живота му. Характерът е адаптиран в много от историите за Спайдър-Мен, като книги, анимационни сериали и филми.
Актрисата Кирстен Дънст играе героя в първата трилогия на „Спайдър-Мен“ (2002 – 2007) на режисьора Сам Рейми, докато Шейлийн Удли играе героя в изтритите сцени на „Невероятният Спайдър-Мен 2“ на Марк Уеб.